# Општина Конче
Општина Конче је једна од 10 општина Југоисточног региона у Северној Македонији. Седиште општине је истоимено село Конче.

## Положај
Општина Конче налази се у југоисточном делу Северне Македоније. Са других страна налазе се друге општине Северне Македоније:
- север — Општина Радовиште
- исток — Општина Васиљево
- југоисток — Општина Струмица
- југозапад — Општина Демир Капија
- запад — Општина Неготино
- северозапад — Општина Штип

## Природне одлике
Рељеф: Општина Конче припада области долине реке Криве Лакавице које на ободу општине затварају брегови и брда планине Серте.
Клима у општини је топлија варијанта умерене континенталне климе због утицаја Средоземља.
Воде: Река Крива Лакавица је најзначајнији водоток у општини и сви мањи водотоци се уливају у ову реку.

## Становништво
Општина Конче имала је по последњем попису из 2002. г. 3.536 ст., од чега у седишту општине 967 ст. (27%). Општина је ретко насељена, посебно сеоско подручје.
Национални састав по попису из 2002. године био је:
|           | Број  | Постотак |
| Укупно    | 3.536 | 100%     |
| Македонци | 3.009 | 85,1%    |
| Турци     | 521   | 14,7%    |
| остали    | 6     | 0,2%     |

## Насељена места
У општини постоји 14 насељена места, сва са статусом села:
| - Конче - Габревци - Гарван - Горња Враштица - Горњи Липовић | - Дедино - Доња Враштица - Доњи Липовић - Доњи Радеш - Загорци | - Лубница - Негреновци - Ракитец - Скоруша |  |